# Guy Green
Guy Green (Frome, Somerset, Anglaterra, 15 de novembre de 1913 - Beverly Hills 15 de setembre de 2005) va ser un director de cinema, guionista i director de fotografia anglès. En 1946 va guanyar un Oscar com a director de fotografia en la pel·lícula Great Expectations. En 2002 la BAFTA li va donar un Lifetime Achievement Award, i en 2004 va ser nomenat Oficial de la Ordre de l'Imperi Britànic per la seva vida contribuint al cinema britànic.

## Biografia
Va començar a treballar al cinema en 1929, convertint-se en un reconegut director de fotografia, i en membre fundador de la British Society of Cinematographers. Green es va convertir en director de fotografia a temps complet a mitjan dècada de 1940 treballant en pel·lícules com Oliver Twist de David Lean en 1948.
Al voltant de 1955, Green es va convertir en director i es va mudar a Hollywood al voltant de 1962. Entre les seves pel·lícules com a director es troben A Patch of Blue (1965), The Angry Silence (1960) i The Mark (1961). Aquesta última va ser nominada a una Palma d'Or al Festival de Canes.
A més de dirigir A Patch of Blue, Green també la va escriure i la va coproduir. Després de la seva mort, la seva vídua Josephine li va dir a l'agència AP que aquesta cinta era el seu major orgull.
Green va morir a la seva casa de Beverly Hills d'una insuficiència cardíaca i renal als 91 anys.

## Filmografia seleccionada
- Sang, suor i llàgrimes (In Which We Serve) (1942, operador de càmera)
- One of Our Aircraft Is Missing (1942, operador de càmera)
- Cada cop més alt (The Way Ahead) (1944, director de fotografia)
- This Happy Breed (1944, operador de càmera)
- The Way to the Stars (1945, operador de càmera)
- Grans esperances (Great Expectations) (1946, director de fotografia)
- Oliver Twist (1948, director de fotografia)
- El capità Horatio Hornblower (Captain Horatio Hornblower) (1951, director de fotografia)
- The Story of Robin Hood and His Merrie Men (1952, director de fotografia)
- Lost (1955, director)
- House of Secrets (1956, director)
- Sea of Sand (1958, director)
- SOS Pacific (1959, director)
- The Angry Silence (1960, director)
- The Mark (1961, director)
- The Light in the Piazza (1962, director)
- 55 dies a Pequín (55 Days at Peking) (1963, director, sense acreditar)
- El senyor de Hawaii (Diamond Head) (1963, director)
- A Patch of Blue (1965, director, guionista, productor)
- Pretty Polly (1967) (director)
- The Magus (1968, director)